# Pierre Le Roy (abbé)
 (septembre 2022).
Pour les articles homonymes, voir Le Roy et Pierre Le Roy (homonymie).

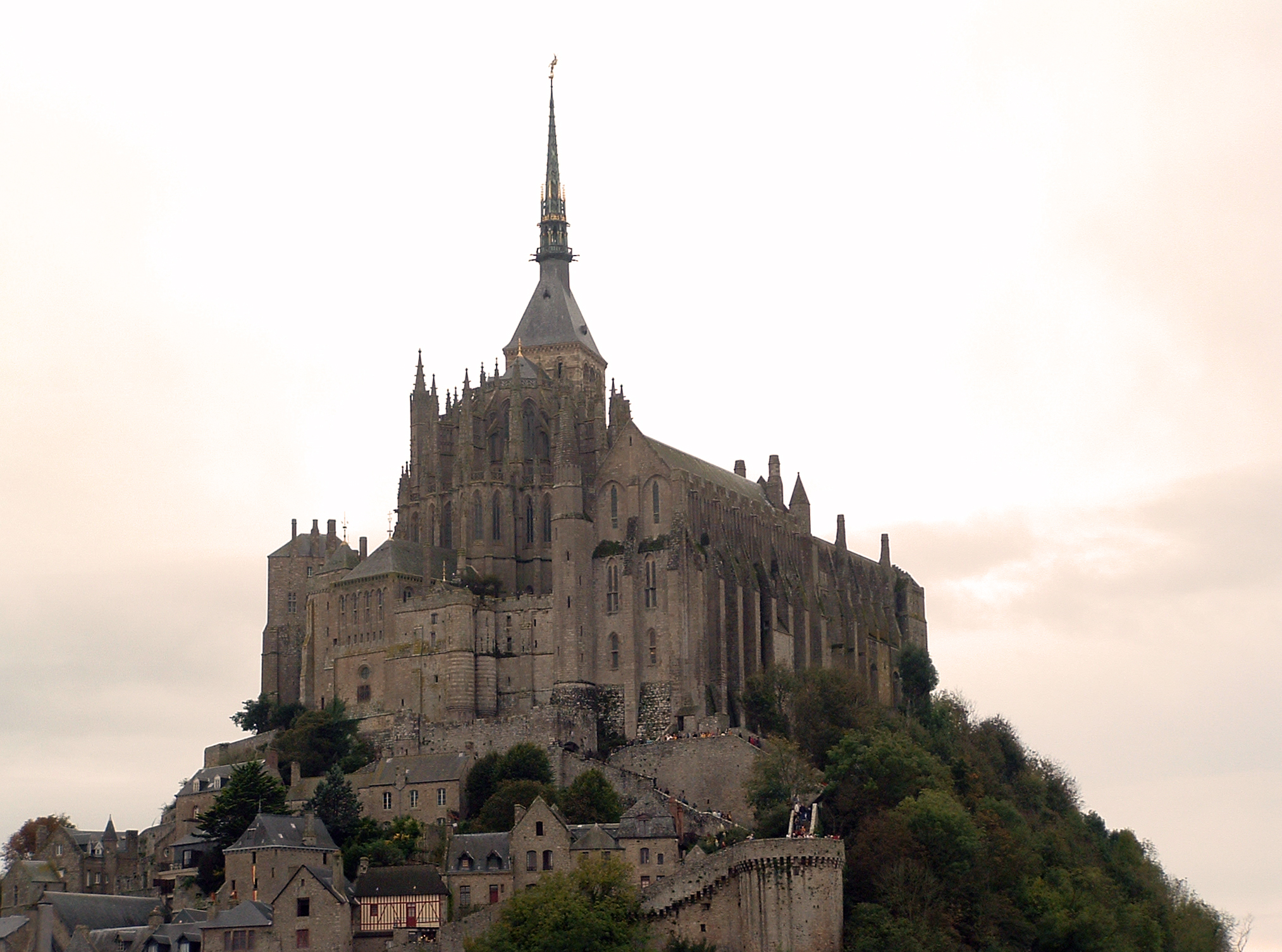
Le mont Saint-Michel.

Pierre Le Roy, né au vers 1350 à Orval et mort à Bologne le 14 février 1410, est un bénédictin français, trentième abbé de Saint-Taurin d’Évreux, le dix-septième de Lessay, trentième abbé du Mont Saint-Michel, de 1386 à 1410.
Si, durant l’époque critique de la guerre de Cent Ans, l’abbaye du Mont-Saint-Michel avait pu triompher des efforts de l’ennemi, par la vigilance de son pasteur guerrier ; si elle avait même su prolonger, à travers ces attaques, le cours de ses prospérités, elle avait dû nécessairement éprouver le contrecoup de ces avantages. Appelés à l’exercice des armes, ses moines avaient pris, dans les habitudes militaires, des mœurs qui donnaient à leur monastère plutôt l’aspect d’une forteresse que celui d’un cloître. La règle était tombée en oubli, le tumulte militaire avait exilé l’étude ces lieux, où l’ignorance s’était établie.
Ce fut dans cet état que les trouva Pierre Le Roy, lorsque les suffrages des religieux furent lui offrir leur mitre sur la chaire abbatiale de Lessay, pour laquelle il avait antérieurement abandonné celle de Saint-Taurin-d’Évreux. Si le choix de son prédécesseur avait décelé la prudence des moines, au milieu des circonstances qui l’accompagnèrent, cette nouvelle élection ne fit pas moins d’honneur à leur sagesse. Le bruit des armes s’était éloigné et s’éteignait temporairement, avec la neutralisation provisoire des Anglais. Il importait, pendant cette trêve, d’effacer la confusion et le désordre que la guerre avait dû jeter, surtout dans les relations extérieures de la communauté.
Originaire d’Orval, au diocèse de Coutances et docteur célèbre en décrets et en droit canon, Pierre Le Roy possédait plus que tout autre les talents et les vertus qui devaient assurer le succès de ses efforts. À l’annonce de sa nomination canonique, ce prélat s’empressa de se rendre dans sa nouvelle abbaye, où il fut reçu par ses frères avec la solennité d’usage. Un court séjour en ces lieux lui fit apprécier l’urgence et l’étendue de la réforme que réclamaient l’administration et la règle. Il y dévoua tous ses soins et une observance rigoureuse remplaça bientôt les abus. Il se hâta d’initier ses religieux aux connaissances indispensables à la sainteté de la vie monastique ; il leur expliqua le droit religieux.
Comme le temporel de la communauté imposait des absences fréquentes à Pierre Le Roy, il forma quelques-uns de ses moines, les plus instruits, pour le suppléer dans ses instructions. L’enseignement de l’écriture et de la grammaire aux novices fut confié à d’autres religieux. Unissant, dans ses règlements nouveaux, la bonté d’un père aux devoirs d’un supérieur, il sut s’attirer l’affection de ses moines en leur accordant toutes les faveurs que permettait la discipline. Ainsi, pour les défendre des maladies auxquelles ils étaient exposés l’hiver dans les lieux froids et humides du Mont, il ordonna que du feu fût allumé dans le petit dortoir depuis la Toussaint jusqu’à Pâques. Il acquit à cet effet plusieurs rentes, dont il destina également les revenus à acheter des ustensiles de table pour l’usage de la communauté ; il supprima en même temps la coutume établie par un de ses prédécesseurs d’offrir, le premier jour de l’année, des couteaux en présent aux personnes attachées au service du roi et du monastère, à leurs épouses et aux prêtres, ainsi qu’à beaucoup d’autres individus ; cadeaux qui, selon l’historien de Pierre Le Roy, n’avaient pas seulement l’inconvénient d’absorber une somme de 200 livres, mais encore soulevaient contre l’abbé des jalousies et des haines.
L’esprit de réforme de Pierre Le Roy se porta du monastère sur les prieurés, comme l’atteste un autre manuscrit de cette époque, conservé à la bibliothèque d’Avranches dans la collection des documents inédits, relié sous le numéro 14. Il impose à ses moines la modestie et la sobriété et les mit en garde contre l’ivresse, de ne quitter leur asile, et particulièrement la nuit, que revêtu de l’habit religieux, et accompagné d’un frère, d’un serviteur ou d’une personne honnête ; qu’à l’heure du couvre-feu, au plus tard, leurs portes soient fermées, etc.
Tandis que, se divisant entre la prière, le repos et l’étude, l’abbaye du Mont se développait chaque jour en science et en vertu, l’abbé Le Roy, tout dévoué aux obligations de sa charge, put protéger à l’extérieur les intérêts de la communauté, tâche difficile, la plupart des biens du monastère, envahis et ravagés par l’ennemi, ayant encore été l’objet des usurpations et des empiétements des propriétaires voisins. Pierre Le Roy ne recula pas devant les obstacles et l’aridité de cette entreprise. Il réunit et consulta toutes les chartes de son couvent, puis se rendit, accompagné de quelques religieux, sur les lieux, sièges de quelques contestations : là, après avoir discuté avec les intéressés les droits de son abbaye, des accords et des transactions furent rédigés pour prévenir toutes difficultés à l’avenir.
Ce fut de la compilation de ces pièces que fut rédigé, par ses soins, le Quanandrier ou Livre terrier : il fit également transcrire, sur un grand volume en parchemin qui fut désigné sous le nom de Livre blanc, les originaux de toutes les chartes qui avaient été accordées à son couvent, depuis l’époque de sa fondation. Le premier de ces manuscrits est parvenu jusqu’à nous, et se trouve dans la bibliothèque d’Avranches, sous le numéro 14 ; l’autre a disparu par la négligence ou la malversation de ceux à qui fut confiée, à la fin du XVIIIe siècle, la conservation des bibliothèques provenant des établissements religieux supprimés.
Non content de rétablir ainsi ce monastère dans ses droits, prévoyant, par l’usage déjà répandu de donner à des ecclésiastiques les prieurés en commande, que sa communauté pourrait dans l’avenir être dépouillée de ses principaux bénéfices, il voulut la prémunir contre ce danger : ce fut dans ce but qu’il sollicita et obtint du pape Clément VII, l’union irrévocable à son abbaye des prieurés de Saint-Pair, de Brion, de Genêts, de Barlain, de Saint-Méloir et de leurs domaines ; il fit également prononcer, en cour de Rome, le caractère amovible des fonctions de trésorier et de sacristain.
Le Mont Saint-Michel vit ainsi se raviver, par ses soins, des sources de richesse que le souffle de la guerre avait taries. Ce sage abbé y trouva les moyens de marcher d’un pas plus ferme et plus rapide dans les errements qu’il avait adoptés. Il acheta un grand nombre de bons ouvrages, où ses religieux puisèrent, avec tant de succès, les connaissances divines et humaines dont ces cloîtres brillèrent bientôt si vivement, que, d’après l’auteur des gestes de Pierre Le Roy, ce couvent eût suffi pour réformer l’ordre régulier dans ce siècle.
Loin de négliger les bâtiments de son monastère, l’abbé Le Roy les développa de plusieurs nouveaux édifices. C’est à lui que l’on doit le Chartrier où étaient autrefois déposés les livres et les archives de l’abbaye, et dont le style ogival était en si complète harmonie avec l’étude. Il fit également construire la tour quadrangulaire, nommée par quelques-uns Tour-du-Bailly, mais généralement appelée Perrine, du nom de son fondateur. Les édifices voûtés qui s’élèvent entre cette construction et la chapelle Sainte-Catherine sont également dus à sa munificence. Il fit, de plus, augmenter les bâtiments de l’infirmerie, situés près du logis des soldats, et relever la tour octogonale du réfectoire.

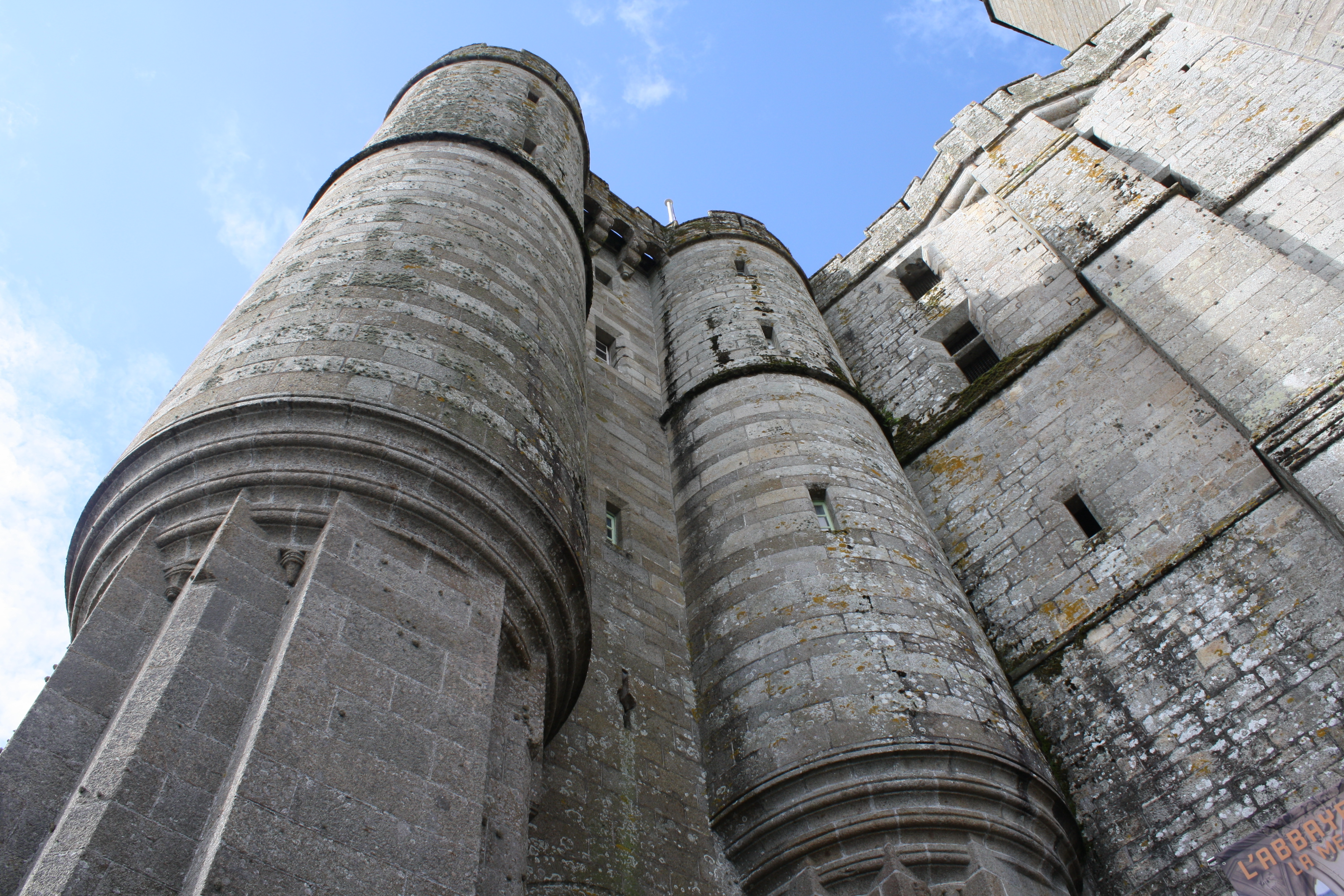
Abbaye du Mont-Saint-Michel. Le châtelet. Tourelles en encorbellement sur contreforts, construites durant l'abbatiat de Pierre Le Roy, fin du XIVe siècle.

Ces bâtiments, principalement destinés aux nécessités monastiques, ne furent pas les seuls que lui dut son abbaye. Capitaine de ce point important, il réunit le glaive et la crosse, il mit l’entrée de son monastère à l’abri des attaques de l’ennemi, avec une muraille, qui relie la Merveille à la Belle-Chaise, dont l’entrée simple et imposante, d’un style sévère et guerrier pratiquée et presque cachée sous deux tourelles en encorbellement sur des contreforts en granit, rappellent, par leurs formes, les pièces d’artillerie alors en usage.
Les domaines de l’abbaye virent encore, sous cet abbé, s’élever des bâtiments d’exploitation industrielle et rurale : des granges et des moulins furent construits ; le bourg de Genêts lui dut la halle réclamée par le marché qu’y avait transféré Saint Louis. Sa sollicitude sut également embellir l’intérieur du monastère, dont il développa les constructions, terminant les autels contigus de Saint-Jean et des Docteurs, et en décorant plusieurs autres de toiles précieuses qu’il fit venir de Paris. II remplaça, en 1389, les chaises du chœur par des stalles, un missel, une chape de prix, et plusieurs autres ornements furent encore des dons que son église reçut de son dévouement.
Le mérite de Pierre Le Roy était trop éclatant pour qu’il ne fût pas destiné à briller en un lieu plus élevé que la chaire d’un cloître. Seule une occasion lui manquait pour se produire dans une sphère plus étendue. Cette occasion se présenta en 1393 lorsque le roi Charles VI vint au mont Saint-Michel, accompagné d’un nombreux collège : tout le couvent, précédé de sa croix d’or, et suivi de son abbé une mitre ruisselante de pierreries au front, et portant tous les ornements pontificaux, s’avança au-devant du roi, monté sur un cheval, et environné d’une nombreuse cour, dans laquelle on distinguait les ducs d’Orléans et de Berry, le connétable et l’amiral de France, les seigneurs de Châlillon, d’Aimont, et plusieurs autres gentilshommes appartenant aux familles les plus distinguées de cette époque.
L’accueil enthousiaste qu’il reçut des religieux et de la population fil une vive impression sur le roi qui en témoigna par la confirmation à Pierre Le Roy du titre de capitaine, et l’exemption de toute redevance pour leur commerce, qu’il accorda aux marchands d’enseignes, coquilles, cornets, etc. De retour à Paris, il voulut que la fille qu’il obtint cette année même prit le nom de Michelle, qu’il imposa également à l’une des portes de Paris, dont il ordonna la reconstruction quelque temps après. Il conserva un tel souvenir de la sagesse de Pierre Le Roy, qu’il crut devoir l’appeler à sa cour et l’attacher à ses conseils. Ce prélat, prévoyant dès lors que les nouvelles fonctions dont l’investissait la confiance de son souverain ne lui permettraient pas de résider fréquemment dans son abbaye, nomma Nicolas de Vendartin son vicaire-général, et, par un accord avec ses religieux, se réserva 1 200 livres à prendre annuellement sur les biens de la communauté, les 1 000 livres qu’il recevait du roi ne pouvant suffire à la représentation dont ses nouvelles dignités lui faisaient un devoir.
le grand Schisme d'Occident qui précéda l’élection de Martin V divisant alors les églises d’Europe, le roi de France, qui aspirait à ramener toutes les nations catholiques sous un même pasteur, chargea Pierre Le Roy de cette tâche, et lui confia, dans ce but, plusieurs ambassades difficiles en Italie, en Hongrie, en Aragon et en Angleterre. L’habileté qu’il déploya dans ces diverses missions le fit encore envoyer à Pise, avec plusieurs autres prélats ; et telle fut l’impression que ses talents exerçaient dans le concile où l’archevêque de Milan, Philange Candiot, fut canoniquement promu à la papauté sous le titre d’Alexandre V, que ce souverain pontife le choisit pour référendaire, office qu’il continua de remplir sous le pontificat de Jean XXIII.
Cependant le monastère du Mont Saint-Michel n’était pas déchu de sa prospérité sous l’administration du grand prieur, auquel Pierre Le Roy avait délégué ses pouvoirs. Les donations et la faveur dont l’abbaye fut alors l’objet, prouvent l’estime qu’il avait su inspirer aux auteurs de ces libéralités. Jeanne de Navarre confirma, en 1401, au couvent du Mont Saint-Michel, tous les biens qu’elle possédait en la seigneurie de Saint-Jean-le-Thomas, et lui concéda huit livres de rente ; Jean Le Brieufs lui transféra, entre autres donations, le droit de dîmes sur les terres qu’il possédait en Servon ; Jean Eve enfin lui donna cette année une semblable preuve de la dévotion à l’Archange.
Les religieux développaient eux-mêmes leurs propriétés avec les produits de l’administration économique de leur prieur. Ce furent eux qui achetèrent, en 1404, le franc-fief de Noyant, dont la présentation à la cure de Saint-Sulpice-de-Macey était un des droits. L’illustre abbé lui-même n’oubliait point les intérêts de son monastère, au milieu des hautes charges et des honneurs dont il était comblé. Il ordonna à Robert Jollivet de se rendre, en 1406, dans le diocèse de Saint-Malo pour y publier l’union à la mense conventuelle des revenus appartenant au prieuré de Saint-Méloir.
Pierre Le Roy donna une nouvelle preuve de cette sollicitude pour son cloître, l’année même de la mort. Le grand dortoir qui, jusqu’alors, avait réuni les lits des moines dans une salle unique, fut, sur l’ordre qu’il en transmit en 1410, à son vicaire général, divisé en cellules pour la demeure isolée des religieux ; on pourrait même dire que cet intérêt paternel fut la préoccupation de ses derniers instants. Au mois de février 1410, se sentant sous le coup d’une fin prochaine, dans la ville de Bologne, où il se trouvait avec Robert Jollivet, qui l’avait suivi en qualité de chapelain au concile de Pise, il lui confia, dans la prévision de ce malheur, plusieurs joyaux et une somme de 4 000 écus d’or, pour les remettre à ses frères.
À sa mort, de somptueuses obsèques lui furent décernées dans l’église des Frères prêcheurs, où son tombeau fut placé entre ceux de Jean André et de Jean de Ligman, célèbres docteurs de cette époque.